# Leptoxenus ibidiiformis
Leptoxenus ibidiiformis là một loài bọ cánh cứng trong họ Cerambycidae.